# 黃坤玄
黃坤玄（1978年4月15日—），童星出身的台灣男演員。著名角色為《魯冰花》的古阿明，黃坤玄也因此被提名第26屆金馬獎的最佳男配角。

## 電影演出
| 上映時間   | 片名                       | 飾演角色    | 導演   |
| 1986-08    | 小祖宗                     | 小寶        | 楊立國 |
| 1987-02    | 黑皮與白牙                 | 楊開全      | 楊立國 |
| 1987       | 我的志願                   | 臭蟹仔/陶林 | 楊立國 |
| 1988-02-13 | 八星報喜                   | 小明        | 杜琪峯 |
| 1989-01-01 | 阿郎的故事                 | 波仔        | 杜琪峯 |
| 1989-08-26 | 魯冰花                     | 古阿明      | 楊立國 |
| 1990-01-18 | 吉星拱照（又名: 吉星高照 ) | 馬如飛      | 杜琪峯 |
| 1990-07    | 我的兒子是天才             | 林坤中      | 楊立國 |
| 1990-09-28 | 愛的世界                   | 李永健      | 杜琪峯 |
| 1991-06-06 | 藍色霹靂火                 | 小念        | 李惠民 |
| 1991-11-07 | 上海假期                   | 顧明        | 許鞍華 |
| 1994-12-08 | 馬神（原名: 福至心靈)      | 陳達成/阿成 | 陳學人 |
| 1996-11-02 | 少年15/16時                | 郭文星      | 勞劍華 |
| 2009       | 午夜照相館                 | 小弟（客串) | 勞劍華 |

## 電視劇演出
| 首播年份 | 頻道       | 劇名           | 飾演角色   |
| 1994年   | 台視       | 《倚天屠龍記》 | 少年張無忌 |
| 2001年   | 南方電視台 | 《金剑雕翎》   | 蕭翎       |

## 獎項紀錄
| 年份   | 頒獎典禮             | 獎項       | 入圍                  | 結果 |
| 1989年 | 第26屆金馬獎         | 最佳男配角 | 《魯冰花》飾 古阿明   | 提名 |
| 1989年 | 第34屆 亞太影展      | 最佳男配角 | 《又見阿郎》飾 波仔   | 獲獎 |
| 1990年 | 第9屆 香港電影金像獎 | 最佳男配角 | 《又見阿郎》飾 波仔   | 提名 |
| 1990年 | 第9屆 香港電影金像獎 | 最佳新演員 | 《又見阿郎》飾 波仔   | 提名 |
| 1990年 | 第35屆 亞太影展      | 最佳童星   | 《愛的世界》飾 李永健 | 獲獎 |

## 外部連結
- 黃坤玄在香港影庫上的簡介
- 黃坤玄的新浪微博